# Cathédrale Notre-Dame-de-la-Sède de Tarbes
Pour les articles homonymes, voir Cathédrale Notre-Dame-de-la-Sède.
La cathédrale Notre-Dame-de-la-Sède de Tarbes est une cathédrale catholique romaine située dans le quartier du centre-ville à Tarbes (canton de Tarbes 3), dans le département des Hautes-Pyrénées, en France. Le mot « sède » provient du latin sede qui signifie trône. La Sedes Sapientia (le trône de la sagesse) est Marie qui est représentée avec Jésus (la sagesse) qu’elle tient sur ses genoux. D’où le nom de la cathédrale - Notre-Dame de la Sède - consacrée à Marie, trône de la sagesse.

## Historique

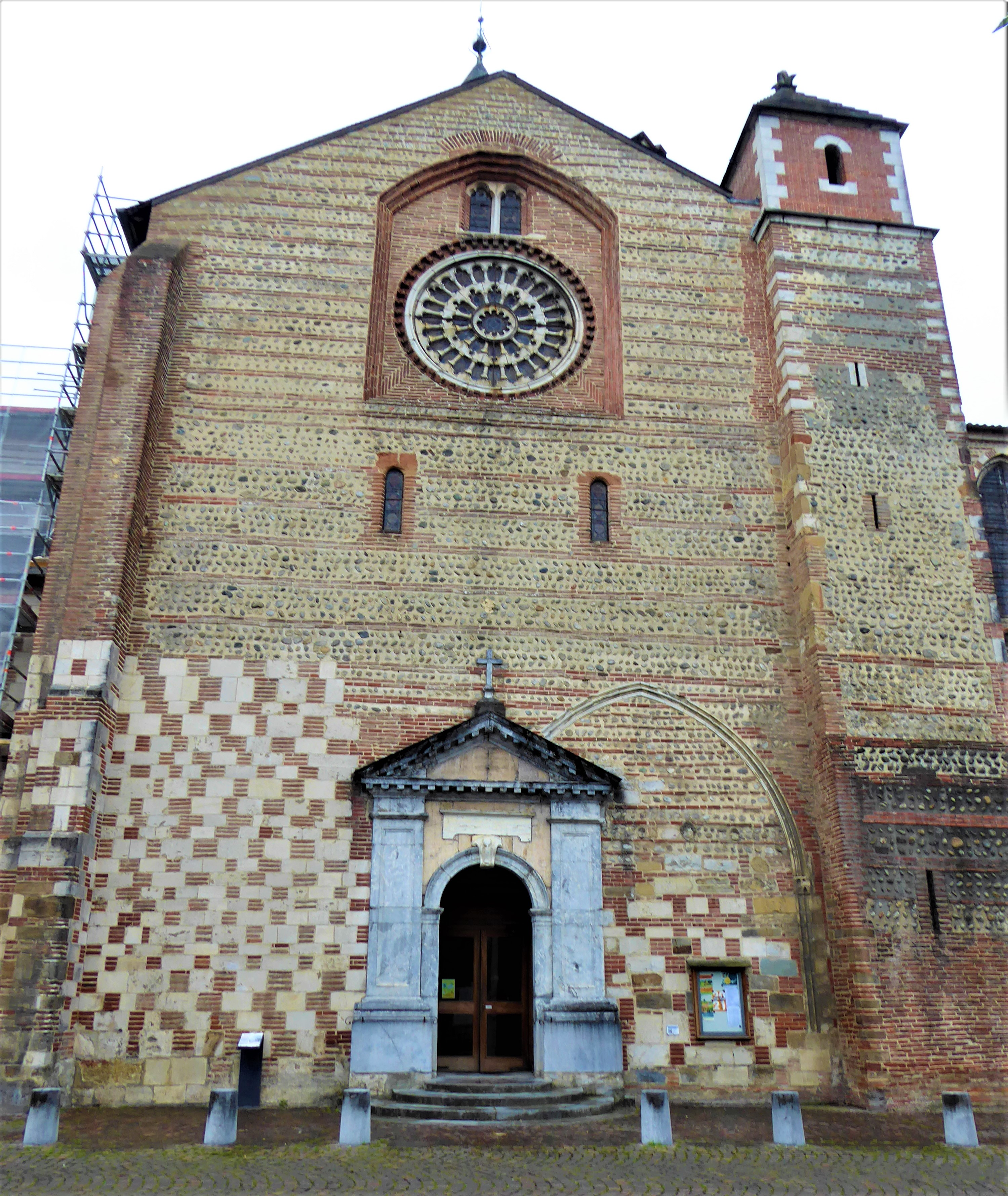
La façade.

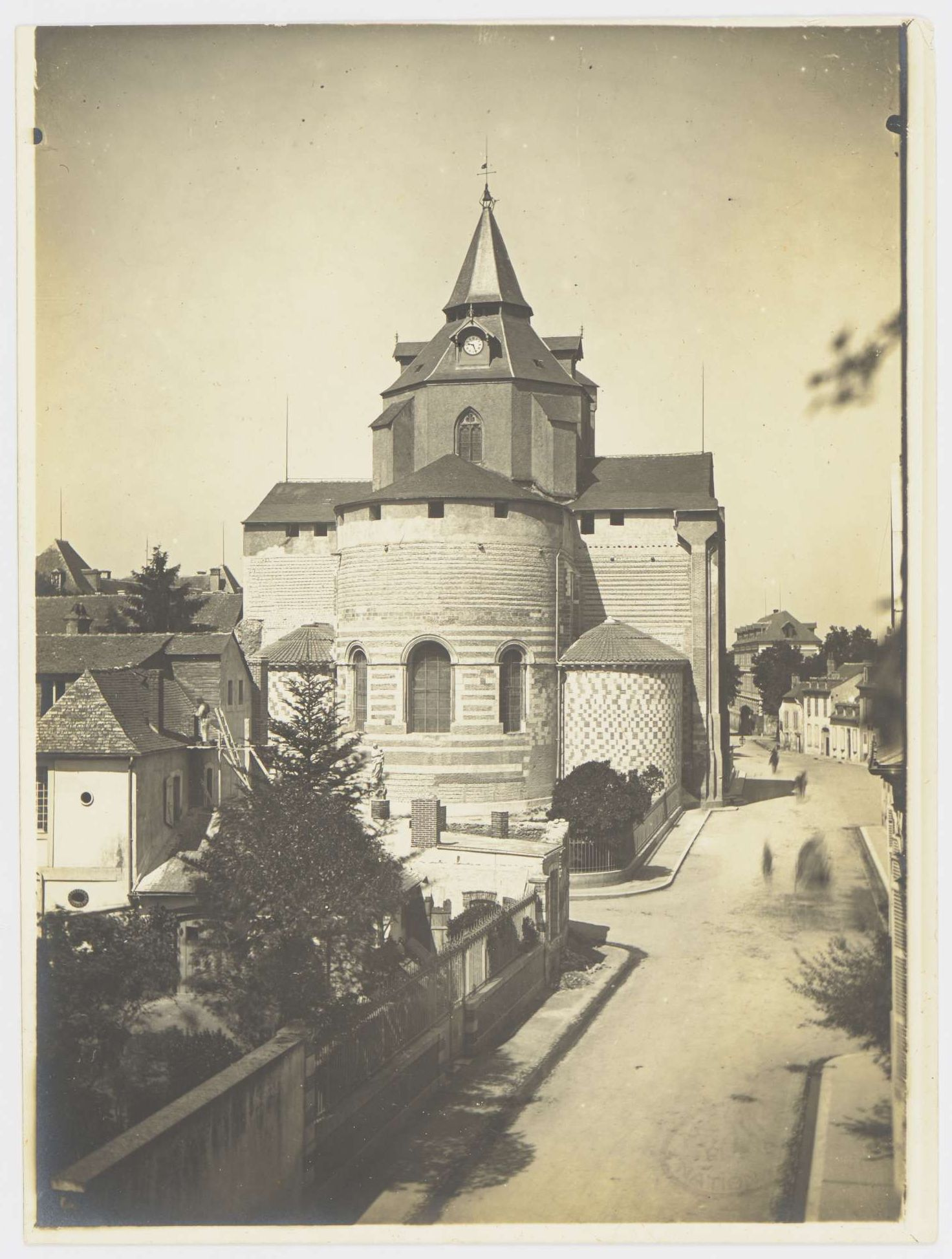
Vue du chevet lors de la restauration en 1901

L'église date du XIIe siècle. Il en reste deux absides du chœur. Une première extension est faite au XIVe siècle par l'ajout d'une nef gothique. Son extension s’est prolongée jusqu’au XVIIIe siècle avec la travée extérieure.
La cathédrale est classée depuis le 30 octobre 1906 au titre des monuments historiques.
L'anniversaire de la dédicace de la cathédrale Notre-Dame de la Sède est célébrée, de temps immémorial, le 20 novembre.

## Intérieur
La cathédrale renferme une chapelle dédiée à la Sainte Vierge, un retable doré situé dans l'absidiole sud de la nef, ainsi que l'autel majeur surmonté d'un baldaquin en marbre. Dans cette chapelle sont enterrés plusieurs évêques de Tarbes (diocèse de Tarbes et Lourdes), dont Monseigneur Pierre-Marie Théas qui s'est rendu célèbre pendant la Seconde Guerre mondiale en s'opposant à l'occupant allemand et en dénonçant les persécutions dont étaient victimes les Juifs, alors qu'il était évêque de Montauban. Monseigneur Théas est l'évêque qui a fait construire la basilique souterraine de Lourdes pour le centenaire des apparitions de Lourdes, en 1958.

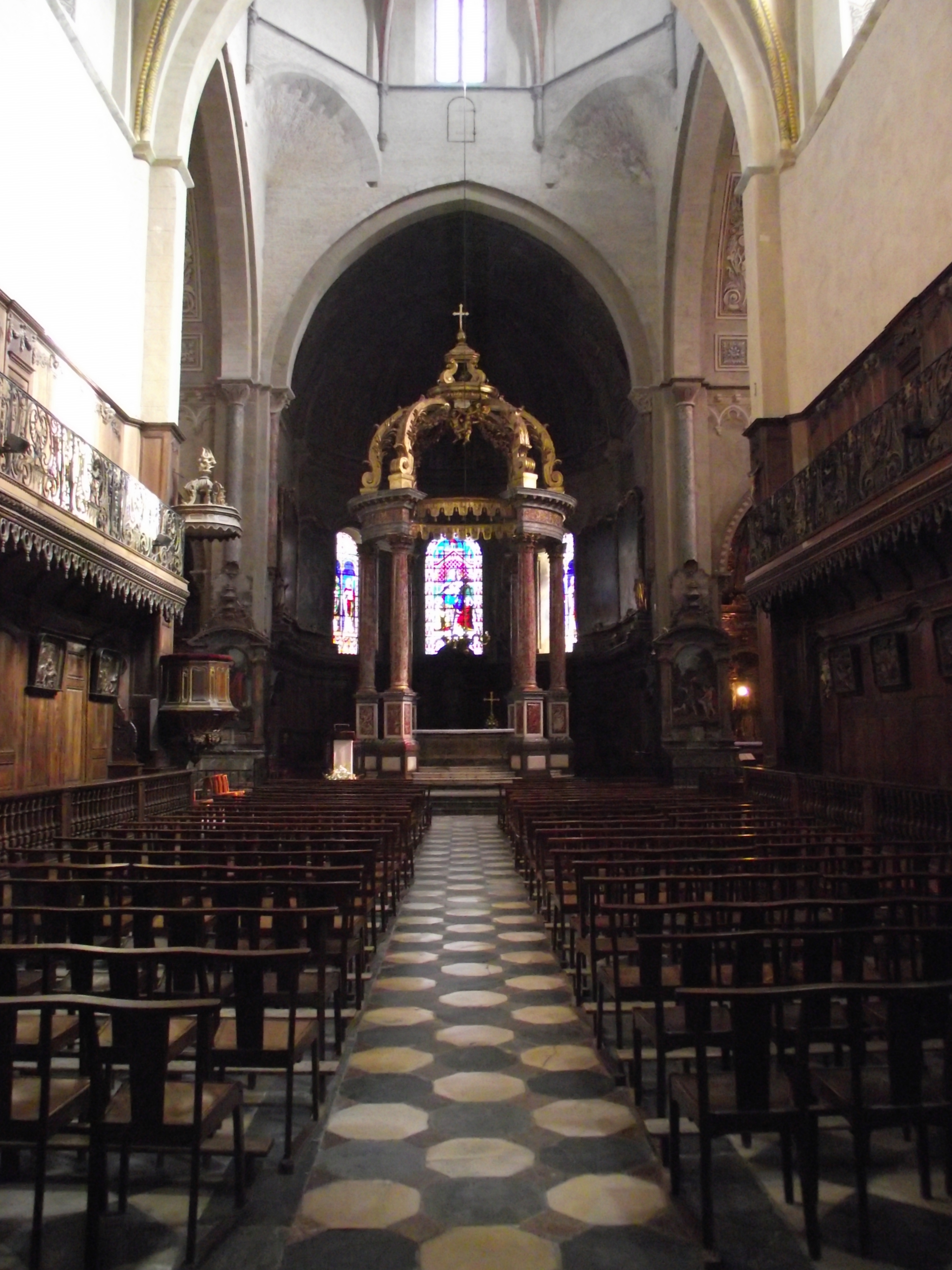
La nef et le chœur.
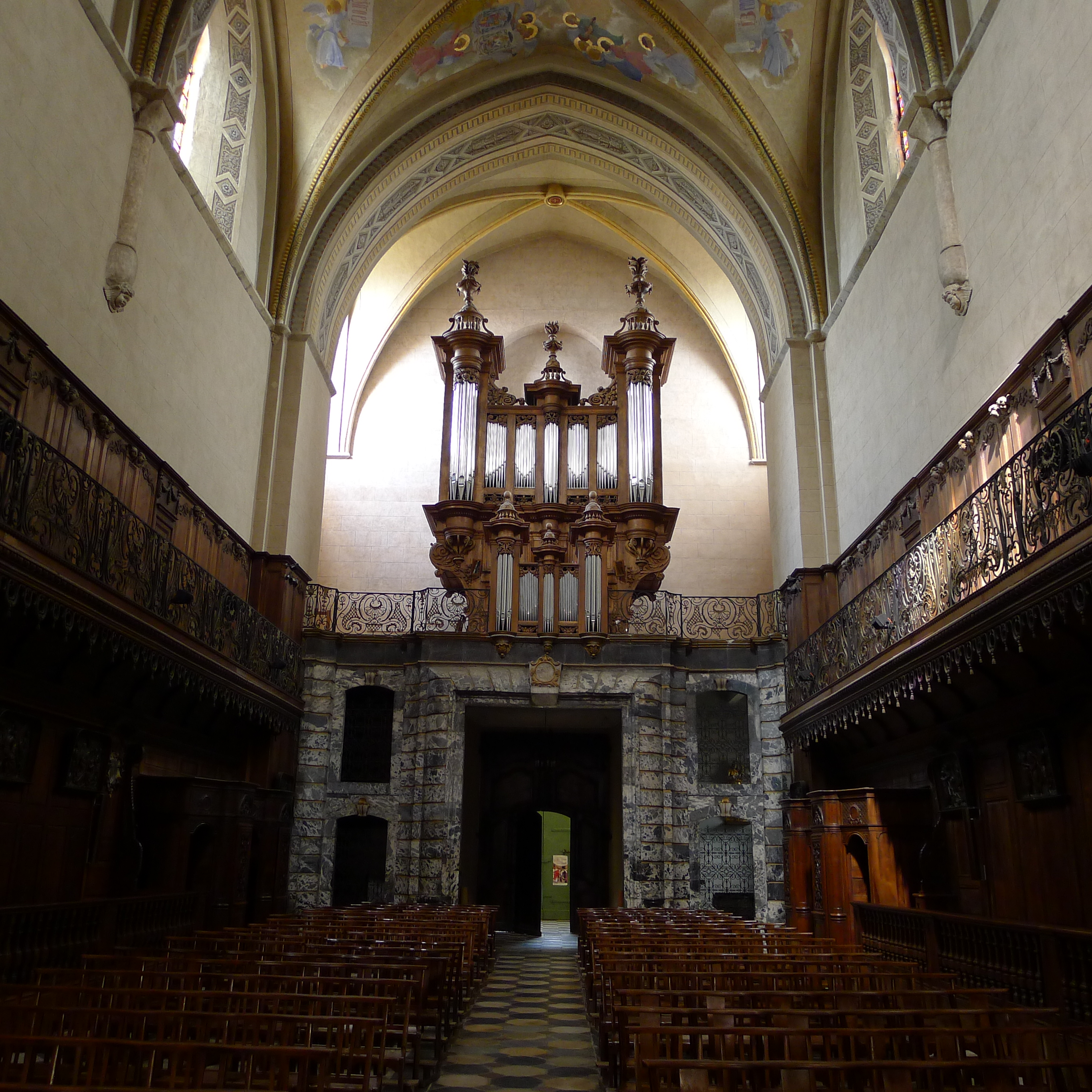
La nef côté orgue et entrée.
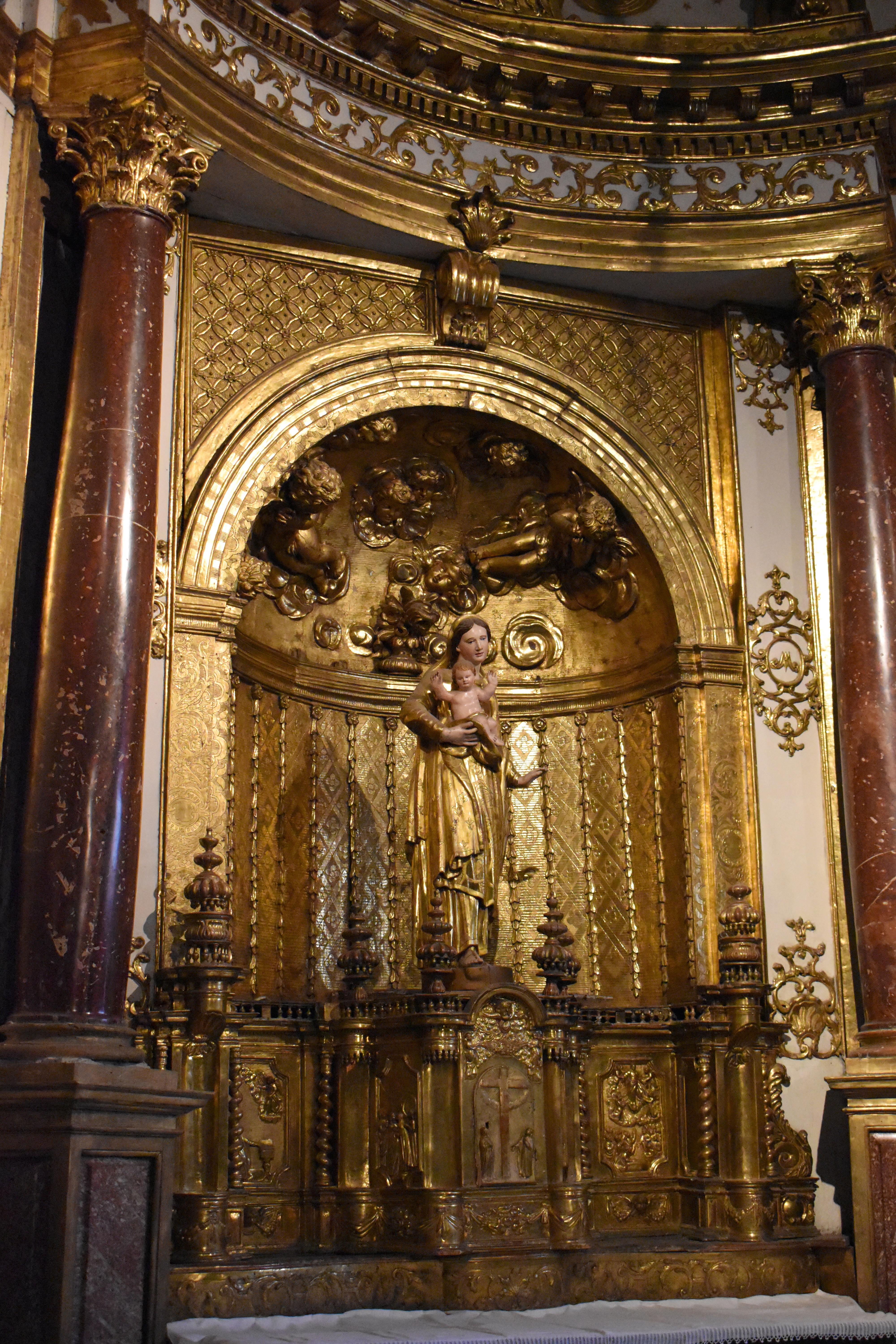
La chapelle de la Vierge.
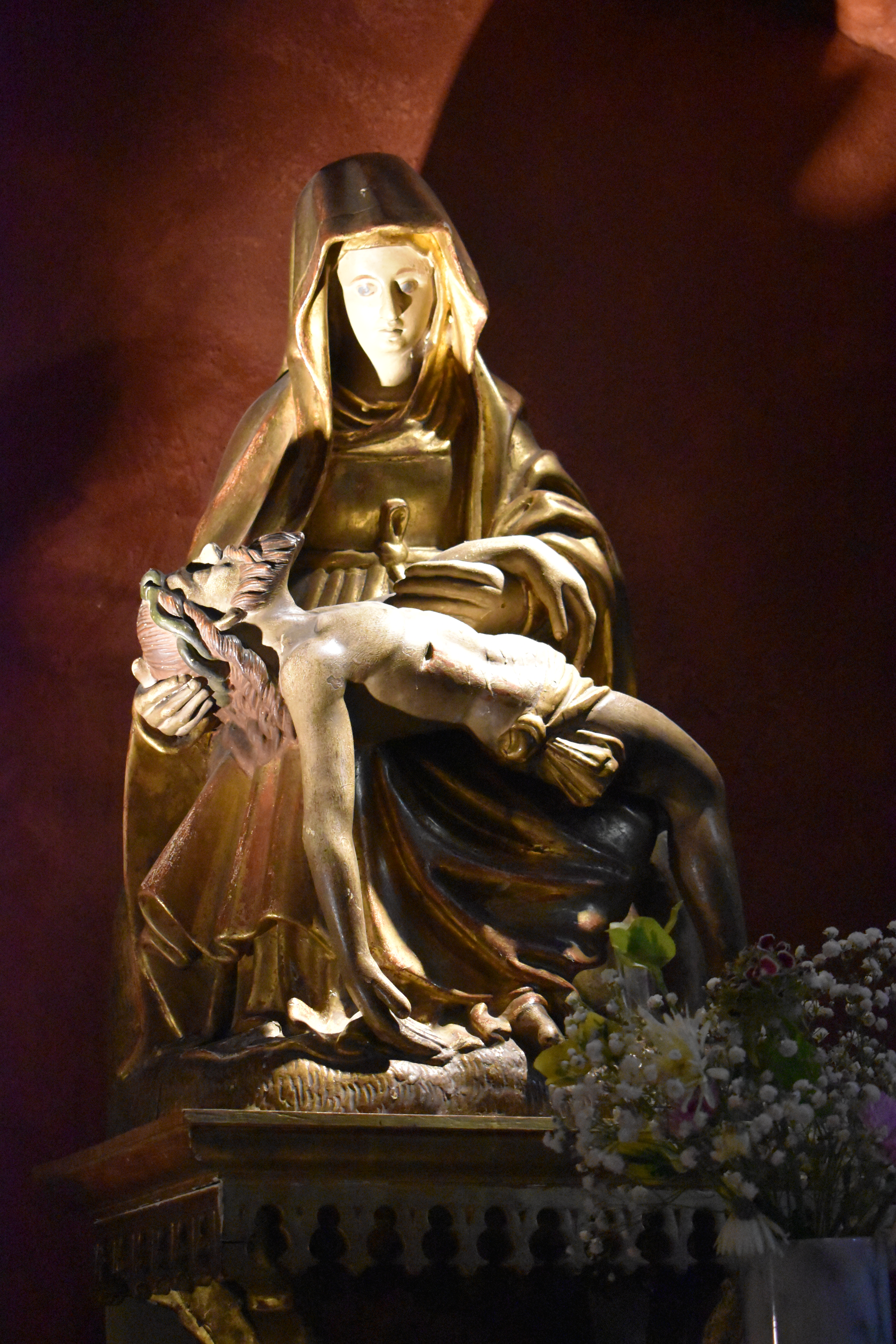
La Sedes Sapientia.

### Orgue
L'orgue date du XVIIe siècle. Il a été transformé et reconstruit au XIXe siècle, et modernisé au XXe siècle.
Il a été restauré de 1990 à 1993 par Barthélemy Formentelli (it). Cette restauration a permis de retrouver sa composition d'origine datant du XVIIe et XVIIIe siècles.
Sont classés au titre objet des monuments historiques :
- Le buffet de l'orgue depuis 1974[4] ;
- La partie instrumentale depuis 1979[5].

## Parmi les personnalités en lien avec la cathédrale de Tarbes
- Saint Vincent de Paul (1581-1660), ordonné sous-diacre et diacre à la cathédrale par l'évêque de Tarbes, en 1598.
- Sainte Élisabeth de la Trinité (1880-1906) lors de sa visite chez des amis tarbais, en 1898.
- Saint Jean-Paul II (1920-2005) est venu prier dans la cathédrale lors de sa visite à Lourdes en 1983.
- Plusieurs évêques de Tarbes qui ont joué un rôle dans l'histoire comme Bertrand-Sévère Laurence (1790-1870), "l'évêque des apparitions de Lourdes" qui les a reconnues, après enquête, au nom de l'Église catholique, ou encore Charles Antoine de La Roche-Aymon (1697-1777), évêque de Tarbes de 1729 à 1740. Devenu Grand aumônier de France (1760), il maria le futur roi Louis XVI à Marie-Antoinette d'Autriche (1770). Créé cardinal par le Pape (1771), il devient ministre de la Feuille des bénéfices. C'est lui qui administrera les derniers sacrements à Louis XV mourant, en 1774, et sacrera Louis XVI roi de France à Reims, le 11 juin 1775.